# شراب قرمز (فیلم)
شراب قرمز (انگلیسی: Red Wine) یک فیلم به کاگردانی سلام باپو محصول سال ۲۰۱۳ است. موهن لال، آصف علی و میا جورج از بازیگران این فیلم بوده‌اند.